# Omøgade
Omøgade er ca. 400 m lang på Østerbro i København mellem Bryggervangen og Lyngbyvej. Før 1923 hed den Kirstinebergvej, men nu er den en del af ø-gadekvarteret med navn efter Omø i Storebælt.

## Gadens historie
Området var længe præget af klondikeagtigt byggeri: Et virvar af lave træbygninger der blot skulle yde ly til værksteder og forretninger. Det er meget fint beskrevet i Ib Spang Olsens erindringer ”Lille Dreng på Østerbro”.  Brødrene Friis Hansen solgte fra 1926 Harley-Davidson motorcykler fra Omøgade 5.
Akkumulatorfabrikken ”Nestor” i nr. 22 blev sprængt i luften 1943.09.28. 
Den herlige pølsevogn ”Lillemors Pølser” har ligget der siden 2009. Fra 1991 lå pølsevognen ved tanken mod Lyngbyvej.
I dag præges gaden af en modernisering, og der bygges løs i juli 2011. Hele den ene side er græsplæne bag hegn, men det varer nok ikke længe, før der også er huse her.
Midt i 1900-tallet lå der mange værksteder og forretninger.
I nr. 7 lå Taxa’s Indkøbsforening og vulkanisør C.C. Christensen, nr. 9 Dyna-Start ved K.E. Jensen. Dansk Lynaflederetablissement havde lager i nr. 14, Aabo Autohandel ved Carl Nielsen lå i nr. 18. Alexander Pedersen havde Træ- & Finérhandel i nr. 22 og i nr. 26 lå Stenhuggeriet Norden (oprettet i 1910) ved siden af Dansk Stenmelsfabrik.